# Abraham Waligo
 (juin 2019).
Si vous disposez d'ouvrages ou d'articles de référence ou si vous connaissez des sites web de qualité traitant du thème abordé ici, merci de compléter l'article en donnant les références utiles à sa vérifiabilité et en les liant à la section « Notes et références ».
Abraham Waligo (28 juillet 1925 - 6 mars 2000) est un homme d'État ougandais, Premier ministre de 1985 à 1986.

## Biographie
Waligo a étudié l'ingénierie électrique en Afrique du Sud et au Royaume-Uni. Après avoir obtenu son diplôme, en 1955, il était le premier ingénieur électricien en Afrique centrale et orientale. Après une formation professionnelle de deux ans dans diverses entreprises d'électricité du Royaume-Uni, il rentre dans son pays d'origine en 1957 et devient ingénieur en chef de la Electricity Authority (UEB). En 1969, Waligo a fondé un bureau d'ingénierie. En outre, il a été impliqué dans l'association d'ingénieurs et dans le domaine de l'enseignement supérieur pour ingénieurs. Plus tard, il a également occupé le poste de directeur général de Uganda Airlines.
Au cours de sa carrière politique ultérieure, Waligo a été ministre du Logement et du Développement urbain et ministre des Finances.
Waligo a été Premier ministre du 25 août 1985 au 26 janvier 1986, succédant à l'ancien président Paulo Muwanga, qui ne siège que 24 jours au poste de Premier ministre. Samson Kisekka a suivi en janvier 1986 . Durant son mandat de Premier ministre, il a continué d'exercer les fonctions de ministre des Finances.